# Fără ideal
Fără ideal, alte versiuni Fără credință și Fără dogmă, (în poloneză Bez dogmatu) este un roman din 1891 al scriitorului polonez Henryk Sienkiewicz.